# Križevačko veliko spravišče
Križevačko veliko spravišče, hrvatska je kulturno-povijesno-turistička manifestacija i tradicijska pučka svečanost koja se održava u Križevcima od 1968. godine prvoga vikenda u mjesecu lipnju.
Manifestacija se temelji na Križevačkim štatutima i legendi iz 14. stoljeća o pomirbi kalničkih šljivara i križevačkih purgera. Prema legendi, ponos i netrpeljivost vladali su između križevačkih obrtnika, koji su bili ponosni na gradsko podrijetlo i kalničkih seljaka, koji su dobili plemićke naslove od kralja Bele IV., jer su mu pomogli hraneći njega i njegovu pratnju šljivama, dok je bio u nevolji na Staromu gradu Kalniku. Nakon ljubavi mladog Kalničana i mlade Križevčanke, Kalničani i Križevčani odlučili su se pomiriti te su napravili gozbu, koja je trajala tri dana i noći. Kalničani su dovezli vino, a Križevčani dali dva vola.
U cijelom ceremonijalu postoje i glavne uloge: križevački notarijuš, kalnički kaštelan, varoški sudac, "fiškuš", "vunbacitelj" i dr. Organizira se i Viteški turnir kralja Bele IV.
Današnja manifesticija nastala je na temelju te legende i promovira tradiciju, stare obrte i zanate, promiče razvoj turizma, očuvanja starih običaja, folklora, domaćih jela i vina i sl. 